# ديفيد هايز (نحات)
ديفيد هايز (بالإنجليزية: David Hayes)‏ هو نحات أمريكي، ولد في 15 مارس 1931 في هارتفورد في الولايات المتحدة، وتوفي في 9 أبريل 2013 في كوفنتري في الولايات المتحدة بسبب ابيضاض الدم.